# لارس غوت بو
لارس غوت بو (بالنرويجية البوكمول: Lars Gaute Bø)‏ هو لاعب كرة قدم نرويجي في مركز حراسة المرمى، ولد في 20 نوفمبر 1963 في Varhaug ‏ في النرويج. شارك مع منتخب النرويج لكرة القدم. أما مع النوادي، فقد لعب مع نادي برينه ونادي فيكينغ.

## وصلات خارجية
- لارس غوت بو على موقع اتحاد النرويج (النرويجية)
- لارس غوت بو على موقع ناشيونال فوتبول تيمز (الإنجليزية)